# Grundbuchrecht
Das Grundbuchrecht ist ein Rechtsgebiet, das sich mit dem Recht der Grundstücke, grundstücksgleichen Rechte und dem Grundbuchwesen befasst. Es ist in Deutschland Teil des Sachenrechts, das sich mit beweglichen Sachen und Grundstücken auseinandersetzt.

## Allgemeines
Das Grundbuchrecht ist die Gesetz gewordene Prozessmaxime Quod non est in actis, non est in mundo („was nicht in den Akten steht, gibt es nicht“). Umgekehrt gilt auch „was im Buche steht, ist richtig“, zumindest bis das Gegenteil bewiesen wird. Man spricht hier vom öffentlichen Glauben des Grundbuches, denn geschützt wird, wer mit dem als Eigentümer Eingetragenen Grundstücksgeschäfte abschließt und dabei auf die Richtigkeit der unrichtigen Eintragung vertraut. Da das Grundbuchrecht Teil des Sachenrechts darstellt, gelten auch die Prinzipien des Sachenrechts in modifizierter Form.
Das Grundbuch hat eine enorme wirtschaftliche Bedeutung. Der Wirtschafts- und Rechtsverkehr erfordert deshalb Klarheit über den dinglichen Rechtszustand. Dies wird durch das heute geltende Grundbuchrecht gewährleistet. Jede rechtsgeschäftliche Rechtsänderung an Grundstücksrechten bedarf zu ihrer Rechtswirksamkeit der Eintragung ins Grundbuch.

## Geschichte
Das deutsche Grundbuchrecht begann mit den mittelalterlichen Kölner Schreinsbüchern, den ältesten deutschen Grundbüchern. Das erste Schreinsbuch dieser Art führte die Altstadtgemeinde St. Laurenz um 1130 ein, von wo ein 54 × 75 cm großes, mit einer bunten Säulenarkade bemaltes Pergamentblatt überliefert ist. Es folgte 1136 das Kirchspiel Klein St. Martin I mit zunächst sporadischen Aufzeichnungen. Manfred Groten zufolge zeichnete St. Laurenz sporadisch Rechtsgeschäfte im „Geburhaus“ (Bürgerhaus) auf. Das Kölner Schreinswesen im eigentlichen Sinne begann mit der Schreinskarte der Bürger von Klein St. Martin I im Jahre 1136, als Erzbischof Bruno II. von Berg in Italien weilte. Das dezentral in den einzelnen Kirchspielen geführte Schreinswesen führte etwa 1160 auch zu einem zentralen Schrein, dem so genannten Schöffenschrein (lateinisch carta civicum). Hierin wurden überwiegend Grundstücksgeschäfte außerhalb Kölns vermerkt.
Wegbereiter für die weitere Rechtsentwicklung waren daneben das mit Verschweigungswirkung (heute § 1974 BGB) ausgestattete Hamburger Stadterbebuch (1248–1273), das Danziger Erbbuch (ab 1357), das Ulmer Pfandbuch (ab 1400) oder das Preßburger Grund- und Satzbuch (von 1439). München legte 1472 ein Grundbuch nebst Grundbuchordnung an, das neben dem Bayerischen Hypothekenbuch (1822) bis 1900 weitergeführt und ab 1900 (durch BayG vom 19. Juni 1898) zum maßgeblichen Grundbuch erhoben wurde.
Ein Edikt vom 28. September 1693 regelte das Erb- und Lagerbuch für die Residenzstädte Berlin, Alt-Kölln, Friedrichswerder, Dorotheenstadt und Friedrichstadt. Die preußische Hypotheken- und Konkursordnung von 14. April 1722 regulierte erstmals das Hypothekenwesen. Sie sah vor, dass bei jedem mit dem Hypothekenwesen befassten Gericht ein vollständiges Grund- und Hypothekenbuch eingerichtet wurde, das alle Immobilien des Bezirks mit genauer Bezeichnung und Nummerierung enthalten sollte. Jedem Grundstück war der Name des Eigentümers, der Erwerbstitel und der Erstehungspreis beizufügen. Im April 1748 wurde das System der Gläubigerklassifikation mit Berücksichtigung des Verschuldungsgrundes beseitigt und durch ein reines Prioritätsprinzip nach dem Zeitpunkt der Eintragung ersetzt. Es kam nun wesentlich darauf an, dass der Hypothekengläubiger möglichst an erster Rangstelle eingetragen war.
Am 20. Dezember 1783 trat die preußische „Hypotheken-Ordnung“ in Kraft, die das Eintragungsprinzip einführte. Im Januar 1867 kam es zur Einführung der Hypothek. Ein erster Entwurf der „Grundbuch-Ordnung für das Gebiet des Norddeutschen Bundes“ entstand im Januar 1868. Er schlug zwei Arten von Grundpfandrechten vor, die Grundschuld und die Hypothek. Im Mai 1872 trat die Grundbuchordnung (GBO) als „Gesetz über den Eigenthums-Erwerb und die dingliche Belastung der Grundstücke, Bergwerke und selbstständigen Gerechtigkeiten“ in Kraft, noch bevor das materielle Recht des Bürgerlichen Gesetzbuchs (BGB) bestand. Dadurch rückten die Grund- und Gebäudesteuerbücher als Basis für das Grundbuch in den Vordergrund, das Antragsprinzip wurde als oberstes Eintragungsprinzip festgelegt. Das Grundbuchamt bestand aus einem Grundbuchrichter, einem Buchführer und den erforderlichen Schreibern und Unterbeamten (§ 20 Abs. 2 preußische GBO). Der erste BGB-Entwurf vom Dezember 1887 wies darauf hin, dass das Immobiliensachenrecht des BGB einer das formelle Verfahren in Grundbuchsachen bestimmenden Grundbuchordnung bedürfe. Eine überarbeitete Fassung der GBO berücksichtigte teilweise die von Alexander Achilles im August 1894 in einem Gutachten erstellten Vorschläge. Sie trat im März 1897 in Kraft, im größten Teil Preußens am 1. Januar 1900, wobei die Anlegung der Grundbücher erst später erfolgte; in Bayern erst im Oktober 1910. Zeitgleich mit der GBO trat das BGB im Januar 1900 in Kraft. Die neue GBO galt ab August 1935.

## Prinzipien des Grundbuchrechts
Die das Sachenrecht beherrschenden Prinzipien gelten auch im Grundbuchrecht. Das Publizitätsprinzip wird durch die Eintragung ins Grundbuch (§ 873 BGB) gewährleistet. Das materielle Publizitätsprinzip betrifft den öffentlichen Glauben des Grundbuchs, das formelle Publizitätsprinzip wird durch das Recht der Grundbucheinsicht verwirklicht. Nach dem Absolutheitsprinzip wirken die im Grundbuch eingetragenen Rechte gegen jedermann; gemäß § 891 BGB wird vermutet, dass eingetragene Rechte den Betroffenen zustehen und gelöschte Rechte nicht bestehen. Der Bestimmtheitsgrundsatz kommt durch § 3 Abs. 1 Satz 1 GBO zum Ausdruck, wonach jedes Grundstück im Grundbuch eine eigene Stelle erhält, die als Grundbuchblatt bezeichnet wird. Dieses Grundbuchblatt ist für das darin verzeichnete Grundstück das Grundbuch im Sinne der materiell-rechtlichen Vorschriften des BGB (§ 3 Abs. 1 Satz 2 GBO). Ein Typenzwang besteht im Grundbuchwesen dadurch, dass im Grundbuch nur eine bestimmte, vom Gesetz vorgeschriebene Zahl von Rechten eintragungsfähig ist (numerus clausus). Zu den nicht eintragungsfähigen Rechten gehören die öffentlichen Lasten (§ 54 GBO) und die Baulasten. Es dürfen nur solche Eintragungen erfolgen, die durch eine Rechtsnorm vorgeschrieben oder ausdrücklich oder stillschweigend – etwa dadurch, dass das materielle Recht an die Eintragung eine rechtliche Wirkung knüpft – zugelassen sind. Schließlich ist das Trennungsprinzip dadurch gewährleistet, dass etwa beim Grundstückskaufvertrag Verpflichtungsgeschäft und Verfügungsgeschäft keine Einheit bilden – auch wenn es sich dabei um einen einheitlichen Rechtsvorgang handelt –, sondern rechtlich voneinander zu trennen sind.

## Materielles und formelles Grundbuchrecht
Das Grundbuchrecht setzt sich aus materiellem und formellem Grundbuchrecht zusammen. Das materielle Grundbuchrecht regelt, wie ein Recht an einem Grundstück entsteht, übertragen oder aufgehoben wird. Zur Übertragung vom Grundeigentum (etwa beim Grundstückskauf), zur Begründung, Übertragung oder Belastung anderer Grundstücksrechte ist danach in der Regel die dingliche Einigung und Eintragung im Grundbuch erforderlich. Vorschriften über das materielle Grundbuchrecht finden sich im BGB. So verlangt § 873 Abs. 1 BGB, dass für den Grundstückskaufvertrag, zur Belastung eines Grundstücks mit einem Recht sowie zur Übertragung oder Belastung eines solchen Rechts die dingliche Einigung des Berechtigten und des anderen Teils über den Eintritt der Rechtsänderung und die Eintragung der Rechtsänderung in das Grundbuch erforderlich ist. Das formelle Grundbuchrecht schreibt vor, wie das materielle Grundbuchrecht konkret durchgesetzt werden kann, nämlich durch Antrag (§ 13 Abs. 1 GBO) durch einen der Beteiligten und Bewilligung (§ 19 GBO) desjenigen, dessen Recht von einer Eintragung oder Löschung betroffen wird. Auch die Grundbuchverfügung (GBV) enthält formell-rechtliche Regelungen.
Da die Grundbücher bei den Amtsgerichten geführt werden und die Entscheidungen des Gerichts konstitutive (rechtsbegründende) Wirkung haben, spricht man besser von „Grundbuchgericht“. Das Grundbuchgericht übt Rechtsprechung aus, da durch die Entscheidung des Rechtspflegers das materielle Recht verändert wird. Aus einem Nichteigentümer wird beim Kauf ein Eigentümer. Über alle Eintragungsanträge der Notare, die die berufenen Vertreter in Grundstücksangelegenheiten sind, entscheidet beim Grundbuchamt der Rechtspfleger. Der Sinn und Zweck der Grundbucheintragung ist die Gewährleistung der Rechtssicherheit.